# Templo de San Pablo el Viejo
El Templo de San Pablo el Viejo es un templo católico cerrado al culto ubicado en el barrio de la Merced, al suroriente del Centro Histórico de la Ciudad de México en la alcaldía Cuauhtémoc y fue construido a finales del siglo XVI y principios del siglo XVII. Actualmente funciona como auditorio del Hospital Juárez, del cual forma parte.

## Historia
El barrio de San Pablo —actualmente parte del barrio de la Merced— tiene su origen en el barrio prehispánico de Teopan o Zoquipan ("lugar lodoso", en náhuatl), uno de los cuatro barrios o campan en que estaba dividida la ciudad de México-Tenochtitlán y en el cual se ubicaba la zona chinampera más importante. Después de la conquista española, la ciudad se dividió políticamente en tres partes: La traza, que era exclusivamente para españoles, y las parcialidades indígenas de Santiago Tlatelolco al norte y San Juan Tenochtitlán, la cual rodeaba la traza y se dividía en cuatro barrios que se denominaron San Pablo Zoquipan, Santa María Cuepopan, San Sebastián Atzacoalco y San Juan Moyotla. En la parte central del barrio se construyó  —como en cada uno de los barrios indígenas— una capilla, en este caso bajo la advocación de Pablo de Tarso, la cual funcionaba a manera de ayuda de la parroquia de San José de los naturales del convento de San Francisco. La fundación de estas capillas se atribuye según la tradición franciscana a Fray Pedro de Gante, aunque también otras fuentes atribuyen su fundación a Hernán Cortés o la Segunda audiencia. La construcción de la capilla fue costeada por el cacique indígena Andrés de Tapia Motelchiuhtzin, gobernador de la parcialidad de San Juan Tenochtitlan.
Hacia 1563 se demolió la vieja capilla y se construyó una nueva, con el fin de darle mayor solemnidad a los servicios religiosos. Para finales del siglo XVI estalló una disputa entre los franciscanos, el clero secular y las demás órdenes religiosas por el control del territorio parroquial de las cuatro capillas de los barrios indígenas. Como resultado de este conflicto, la capilla de san Pablo fue secularizada en 1569 por orden del arzobispo Alonso de Montufar y en 1575 fue cedida por cédula real a los agustinos con el fin de que con las limosnas recolectadas pudieran sostener el Colegio de San Pablo que fundaron en ese lugar, el cual llegó a ser el más grande de la Nueva España. Alrededor de 1581, los agustinos derrumbaron la capilla para edificar un templo mejor.
El templo se reedificó una vez más a principios del siglo XVIII. Hacia 1743, fray José Pacheco solicitó al superior gobierno recursos para una nueva reedificación del templo, el cual finalmente se dedicó el 19 de enero de 1755.
En 1749 la corona había expedido una real cédula anunciando el proyecto de secularizar las doctrinas de indios. En 1750 se secularizaron las parroquias de Santa Cruz y Soledad y San Sebastián, en manos también de los agustinos, que sin embargo lograron conservar la parroquia de San Pablo hasta 1767, cuando fue arzobispo Francisco de Lorenzana, quien secularizó definitivamente las parroquias que aún estaban en manos de religiosos, y nombró al presbítero Juan José Piña y Auñón como párroco de san Pablo, para lo cual se estableció que la parroquia tendría sede temporal en la capilla de Nuestra Señora del Tránsito, que estaba bajo el cuidado del gremio de los curtidores y se encontraba en terrenos del Colegio, y que los agustinos podían conservar el templo de san Pablo por ser parte de su colegio, pero a cambio debían restituir al cura y a su feligresía la mitad del valor del templo, para que pudieran edificar en otro lugar la nueva sede parroquial, lo cual suscitó un conflicto que se prolongó por más de 10 años y concluyó en 1785, cuando una cédula real ordenó a los religiosos que entregaran al cura y su feligresía la cantidad estipulada anteriormente, con lo que comenzó tres años después la construcción del templo de San Pablo el Nuevo, que sería la sede definitiva de la parroquia.
Después de la independencia, parte del edificio del colegio se convirtió en cuartel y en 1847, en el contexto de la intervención estadounidense en México, se convirtió, por orden del ayuntamiento, en hospital de sangre y posteriormente en el Hospital Juárez. El templo cerró en 1861 y se usó como bodega y caballeriza. En 1928 se desmoronó la cúpula y el templo estuvo a punto de ser demolido, pero finalmente se decidió remodelarlo para albergar un auditorio, uso que conserva desde entonces.